# Econometric Society
De Econometric Society is een internationaal genootschap voor de bevordering van de economische theorie in zijn relatie tot de  statistiek en wiskunde. Het genootschap werd op 29 december 1930 opgericht in het Stalton Hotel in Cleveland in de Amerikaanse staat Ohio.
De zestien stichtende leden waren: Ragnar Frisch, Charles F. Roos, Joseph Schumpeter, Harold Hotelling, Henry Schultz, Karl Menger, Edwin B. Wilson, Frederick C. Mills, William F. Ogburn, James Harvey Rogers, Malcolm C. Rorty, Carl Snyder, Walter A. Shewhart, Øystein Ore, Ingvar Wedervang en Norbert Wiener. 
De eerste voorzitter van de Econometric Society was Irving Fisher.
De Econometric Society geeft het wetenschappelijke tijdschrift Econometrica uit.

## Erelezingen
De Econometric Society sponsort diverse jaarlijkse prijsuitreikingen, waarbij het gelauwerde lid een lezing houdt:
- Frisch-medaille
- Walras-Bowley-lezing
- Fisher-Schultz-lezing
- Jacob Marschak-lezing